# Blinder See
Das Gebiet Blinder See ist ein mit Verordnung vom 18. April 1969 ausgewiesenes Naturschutzgebiet (NSG-Nummer 4.043) im Gebiet der baden-württembergischen Gemeinde Fronreute im Landkreis Ravensburg in Deutschland. Aufgrund der Namensähnlichkeit kann das Naturschutzgebiet Blinder See mit dem Naturschutzgebiet Blinder See Kanzach im Landkreis Biberach verwechselt werden.

## Lage
Das rund 7,8 Hektar große Naturschutzgebiet Blinder See gehört naturräumlich zum Oberschwäbischen Hügelland. Es liegt rund fünf Kilometer nordwestlich der Fronreuter Ortsmitte, auf einer Höhe von 582 bis 585 m ü. NN.

## Schutzzweck
Wesentlicher Schutzzweck ist die Erhaltung des Zwischenmoors mit einem Restsee und Schwingrasen.

## Flora und Fauna

### Flora
Aus der schützenswerten Pflanzenwelt sind folgende Arten (Auswahl) zu nennen:
- Heidekrautgewächse
  - Gewöhnliche Moosbeere (Vaccinium oxycoccos)
  - Preiselbeere oder Preißelbeere (Vaccinium vitis-idaea)
- Mäusedorngewächse
  - Maiglöckchen (Convallaria majalis)
- Sauergrasgewächse
  - Scheiden-Wollgras (Eriophorum vaginatum), auch Moor-, Scheidiges - oder Schneiden-Wollgras
- Sonnentaugewächse
  - Rundblättriger Sonnentau (Drosera rotundifolia), auch Himmelstau, Herrgottslöffel, Himmelslöffelkraut, Spölkrut oder Widdertod genannt
- Sphagnaceae
  - Sphagnum magellanicum, im deutschen Sprachraum hauptsächlich Magellans Torfmoos oder Mittleres Torfmoos genannt